# Serena-Lynn Geldof
Serena-Lynn Geldof (Oostende, 2 maart 1997) is een Belgisch basketbalspeelster. 
Ze volgde de sporthumaniora van het Koninklijk Atheneum Redingenhof Leuven en speelde bij de Kangoeroes Willebroek. Sinds 2014 is ze lid van het Belgisch nationaal basketbalteam, de Belgian Cats. Sinds 2016, als achttienjarige, speelt ze bij de Miami Hurricanes, de damesploeg van de Universiteit van Miami actief in de Atlantic Coast Conference, Division I van de NCAA.